# Pierre Anguier
Pierre Firmin Anguier est un corsaire français, puis commandant du port de Dunkerque, né à Saint-Valery-sur-Somme le 1er mars 1715, et mort à Dunkerque le 21 juin 1787 .

## Biographie
Son père a combattu à la Martinique où il a commandé un ensemble de fortifications. Sa conduite exemplaire lui avait valu la remise d'une épée d'honneur par Louis XIV.
Il a commencé à embarquer en 1729. Ses remarquables qualités de marin lui ont valu un brevet de capitaine à l'âge de 32 ans, le 4 octobre 1737.
En 1745, il commence sa carrière de corsaire en recevant ses lettres de marque, pendant la guerre de succession d'Autriche. Louis XV soutient alors les Jacobites qui cherchent à rétablir sur le trône d'Angleterre Charles Édouard Stuart, petit-fils de Jacques II, détrôné en 1688. Au début de 1746, Pierre Anguier a reçu pour mission de convoyer en Écosse des fonds et des munitions pour les forces jacobites entrées en guerre contre George II. Il a commandé pendant un temps l'artillerie des insurgés mais a rapidement dû revenir en France pour y porter les courriers diplomatiques et des prisonniers de marque anglais. Le 30 avril 1746, le comte de Maurepas, secrétaire d'État à la Marine, obtient pour lui de Louis XV l'attribution d'une épée d'honneur et une gratification de 350 livres. 
Les Jacobites sont définitivement battus à la bataille de Culloden, le 16 avril 1746. En juillet 1746, Pierre Anguier reçoit la mission de repartir en Écosse pour évacuer Charles Édouard Stuart. Cette opération est une réussite car le prince a pu quitter l'Écosse, mais il est fait prisonnier et n'est libéré qu'en novembre. De retour en France il est récompensé en recevant les honneurs de la Cour, et le ministre de la Marine lui octroie une gratification de 1 000 livres.
Dans les années suivantes, il a servi sous les ordres du maréchal de Saxe dans la campagne de Flandres.
De 1750 à 1757, il a fait plusieurs campagnes, dans les Caraïbes, et dans les mers septentrionales.
En 1775 il a obtenu un brevet de lieutenant de frégate. En 1781, il a reçu la croix de chevalier de Saint-Louis. Le 25 juin 1785, il est nommé commandant du port de Dunkerque.